# هپتوز
هپتوز (انگلیسی: Heptose) یک نام شیمیایی عمومی رایج برای کلاسی از مونوساکاریدهای هفت کربنی است، یعنی قندها که فرمول کلی آن C7(H2O)7 است. یا C7H14O7.

## ساختار مولکول‌ها
بسته به وجود گروه کتو یا آلدو، کتوهپتوزها (هپتولوزها) و آلدوهپتوزها متمایز می‌شوند.